# Ретиф, Питер Мориц

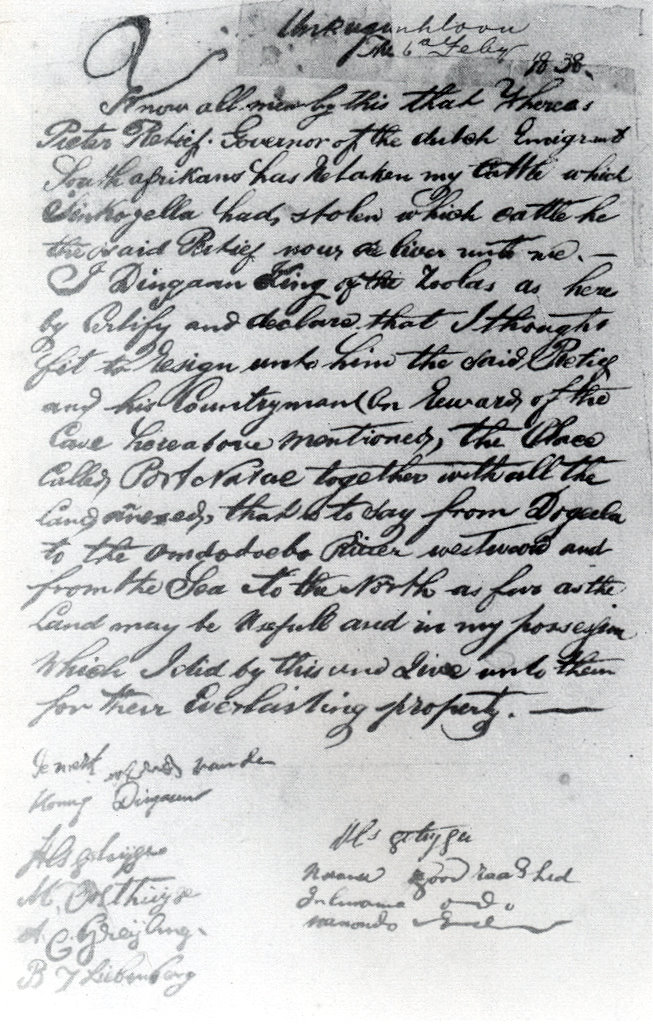
«Кровавый договор» Ретифа с Динганом, подписанный 4 февраля 1838 г.

Питер Мориц Ретиф (африк. Pieter Mauritz Retief; 12 ноября 1780 — 6 февраля 1838) — бурский лидер, один из организаторов и предводителей Великого Трека. В его честь названы города Пит-Ретиф и Питермарицбург.

## Биография
Питер Мориц Ретиф родился в городе Вагенмакерсвалле (Wagenmakersvallei, ныне — Веллингтон), на территории Капской колонии Соединённых провинций. Его родители — Якобус и Дебора Ретиф. Якобус Ретиф был внуком французского гугенота, бежавшего из отечества от насилий и притеснений Людовика XIV и в 1689 г. поселившегося в Южной Африке. Семья Ретифов владела виноградником Велванпас (Welvanpas), в котором Питер проработал до 24-летнего возраста.
Питер Ретиф негативно воспринял английскую оккупацию и аннексию Нидерландской Южной Африки, но о его участии в раннем бурском сопротивлении ничего неизвестно. В 1814 году Питер женился на Магдалене Грейлинг (Greyling), вдове фельдкорнета Абрахама Грейлинга, урождённой де Вет (de Wet), и поселился на востоке Капской колонии, вблизи города Грэхэмстада, основанного в 1812 г. на границе с племенем коса. Здесь Ретиф завоевал авторитет среди местных фермеров, часто возглавлял их делегации на переговорах с английскими колониальными властями. В 1822 г. Ретиф был избран начальником (kommandant) Грэхэмстадского ополчения.
В 1837 году Ретиф опубликовал манифест, в котором обосновывал необходимость эмиграции буров-кальвинистов из-под сени «Юнион-Джека» и продвижения в глубь Африки. В феврале того же года Ретиф, вместе со своими сторонниками и членами их семей, начал так называемый «Великий трек». Отряд состоял из 32 фур, две из которых занимала семья Ретифа. Вскоре они пересекли Оранжевую реку и ступили на землю, формально не принадлежащую ни одной стране. Примеру Ретифа и его отряда последовали многие буры. Эти бурские переселенцы именовались «треккерами» или «фуртреккерами». И после перехода через реку Вет (Vet), Питер Ретиф был избран «губернатором объединённых лагерей» и главой «Новой Голландии в Юго-Восточной Африке».
Однако, тяжёлые местные условия заставили буров Ретифа мигрировать в Наталь — навстречу жестокой судьбе. Ретиф всегда стремился наладить конструктивные взаимоотношения с туземцами. Притом, что он плохо их понимал. И здесь, в Натале, 6 февраля 1838 года Питер Мориц Ретиф и вся его делегация были предательски убиты зулусским королём Дингааном сразу же после подписания мирного договора. В том же году Андрис Преториус отомстил за Ретифа.